# Famiglia Airbus A320neo
La famiglia Airbus A320neo è una famiglia di aeromobili che comprende l'Airbus A319neo, l'Airbus A320neo e l'Airbus A321neo. La serie NEO è stata progettata per sostituire la precedente famiglia Airbus A320, denominata CEO (Current Engine Option): tuttavia, nel 2018, erano momentaneamente entrambe in produzione. La sigla NEO significa New Engine Option, che in italiano significa letteralmente Opzione Nuovo Motore. Il cambiamento principale è l'uso di motori più grandi e più efficienti che comportano il 15% in meno di consumo di carburante, costi operativi inferiori dell'8%, meno rumore e una riduzione di NOx almeno del 10% rispetto alla serie A320 secondo il costruttore. I clienti avranno scelta tra due diverse opzioni di motore: i CFM LEAP-1A e i Pratt & Whitney 1100G. La fusoliera riceverà anche alcune modifiche, tra cui l'aggiornamento delle alette d'estremità dalle piccole "Wingtips" (presenti sulla maggior parte velivoli della Famiglia Airbus A320) alle "Sharklets" che hanno un design meno spigoloso e modifiche agli interni per il comfort dei passeggeri, come spazi bagagli più grandi e un miglioramento del sistema di purificazione dell'aria.
Il primo esemplare di serie di A320neo è stato consegnato alla compagnia Lufthansa e registrato come D-AINA il 20 gennaio 2016. Il 12 febbraio 2016 è stato messo in volo il primo esemplare; questo evento è stato celebrato con una festa, alla presenza del presidente del consiglio e CEO di Lufthansa Carsten Spohr, del numero uno di Airbus Fabrice Brégier e del presidente di Pratt & Whitney Robert Leduc. Il primo esemplare di A320neo con motori CFM LEAP-1A (marche TC-NBA) è stato invece consegnato al cliente di lancio Pegasus Airlines il 19 luglio 2016.

## Storia del progetto
Airbus all'inizio era indecisa se per sviluppare la famiglia A320 avrebbe dovuto costruire un aereo completamente nuovo o modificare la serie già esistente. Optò per la seconda ipotesi, anche per via dei tempi di realizzazione più ragionevoli.
Il 1º dicembre 2010, Airbus ha lanciato ufficialmente il suo successore della serie A320, l'A320neo, New Engine Option. La scelta per i nuovi motori comprendeva i CFM International LEAP-X ed i Pratt & Whitney PW1100G. Anche se i nuovi motori bruciano il 16% di carburante in meno, il guadagno effettivo su un impianto A320 sarà leggermente inferiore, in quanto l'1-2 % è generalmente alterato con l'installazione su un aereo esistente. L'A320neo comprenderà anche alcune modifiche all'ala, soprattutto per l'installazione delle alette d'estremità "miscelate", chiamate Sharklets, che sono state annunciate il 15 novembre 2009 da Airbus per le serie A320 e A320neo. Il cliente di lancio dei classici A320 con le Sharklets sarà Air New Zealand nel 2012. Queste alette Airbus, che misurano 2,4 metri di altezza e pesano 200 chilogrammi, dovrebbero ridurre il consumo di carburante del 3,5%. Ciò corrisponde a una riduzione annua di CO2 di circa 700 tonnellate per aereo, con un risparmio per gli operatori di circa US $ 220.000 per ciascun aeromobile ogni anno. Le Sharklets devono essere prodotte e distribuite dalla Korean Air Aerospace Division.
L'amministratore delegato di Airbus ha detto che secondo le previsioni, i costi di manutenzione saranno inferiori del 20% per i motori Pratt & Whitney PW1100G rispetto ai motori attuali. Airbus prevede a ottobre 2015 la prima consegna e ha programmato di immettere sul mercato 4000 A320neo. Virgin America è diventato il cliente di lancio con un ordine fermo di 30 aeromobili A320neo come parte di un ordine di 60 aerei del 17 gennaio 2011.

## Tecnica
Airbus afferma che la Famiglia A320neo integra la più recente generazione di motori (i CFM Leap 1A e i Pratt & Whitney PW1100G) con le Sharklet, che insieme offrono un risparmio totale del 15% sui costi di carburante.
La famiglia A320neo possiede oltre il 95% della fusoliera in comune con l'attuale famiglia A320 ma essa è realizzata con nuovi materiali, come i materiali compositi e leghe di alluminio. Ciò consente di risparmiare peso e quindi consumo di carburante. Inoltre i nuovi materiali ridurranno il numero di parti della fusoliera con conseguente diminuzione dei costi di manutenzione.
Airbus sostiene che la nuova famiglia neo offrirà un migliore deposito bagagli e una cabina più silenziosa, insieme ad un look più moderno.

## Impiego operativo

### Incidenti
L'unico incidente degno di nota di un velivolo della famiglia A320neo è stato quello del volo LATAM Perú 2213, dove un Airbus A320neo (operato da LATAM Perú per conto di LATAM Chile) che stava decollando dall'aeroporto Internazionale Jorge Chávez si scontrò con un'autopompa che stava attraversando la pista, uccidendo due vigili del fuoco e ferendone un terzo. Tutti i 102 passeggeri e i sei membri dell'equipaggio a bordo riuscirono a mettersi in salvo; 40 degli occupanti a bordo rimasero feriti in modo non grave. L'aereo andò distrutto nell'incidente anche a causa dell'incendio che si sprigionò in seguito.

## Versioni
Airbus ha deciso di offrire tre varianti della famiglia A320, con l'"Opzione nuovo motore". Gli attuali A319, A320 e A321 saranno tutti sviluppati nella nuova versione neo, mentre l'A318 per ora non verrà sviluppato nella serie neo, ma ciò, dichiara Airbus, potrebbe avvenire in futuro.
- A319neo: China Southern Airlines è stata la compagnia di lancio, nel febbraio 2022;
- A320neo: Lufthansa è stata la compagnia di lancio della famiglia, nel gennaio 2016;
- A321neo: ILFC è stata la prima azienda ad averne uno, consegnandolo in leasing a Virgin America da giugno 2017;[23]
- A321LR: la compagnia di lancio è stata TAP nell'aprile 2019;
- A321XLR: Presentato durante il Paris Air Show 2019, l'entrata in servizio è prevista con Iberia da novembre 2024.[24]

## Dati tecnici
| Dati                                    | A319neo                   | A320neo                   | A321neo                   |
| --------------------------------------- | ------------------------- | ------------------------- | ------------------------- |
| Codice ICAO                             | A19N                      | A20N                      | A21N                      |
| Codice IATA                             | 31N                       | 32N                       | 32Q                       |
| Equipaggio in cabina di pilotaggio      | 2 piloti                  | 2 piloti                  | 2 piloti                  |
| Capacità massima passeggeri             | 160                       | 194                       | 244                       |
| Lunghezza totale                        | 33,84 m                   | 37,57 m                   | 44,51 m                   |
| Diametro cabina                         | 3,63 m                    | 3,63 m                    | 3,63 m                    |
| Diametro fusoliera                      | 4,14 m                    | 4,14 m                    | 4,14 m                    |
| Larghezza piano orizzontale             | 12,45 m                   | 12,45 m                   | 12,45 m                   |
| Apertura alare                          | 35,80 m                   | 35,80 m                   | 35,80 m                   |
| Superficie alare                        | 122,4 m²                  | 122,4 m²                  | 122,4 m²                  |
| Freccia alare                           | 25°                       | 25°                       | 25°                       |
| Altezza fusoliera                       | 5,97 m                    | 5,97 m                    | 5,97 m                    |
| Altezza totale                          | 12,11 m                   | 12,08 m                   | 12,10 m                   |
| Passo                                   | 11,04 m                   | 12,64 m                   | 16,90 m                   |
| Peso operativo a vuoto (OEW)            | 42 600 kg                 | 44 300 kg                 | 50 100 kg                 |
| Peso massimo senza carburante (MZFW)    | 57 000 kg                 | 62 800 kg                 | 73 300 kg                 |
| Peso massimo durante il rullaggio (MTW) | 70 400 kg                 | 73 900 kg                 | 89 400 kg                 |
| Peso massimo al decollo (MTOW)          | 70 000 kg                 | 73 000 kg                 | 89 000 kg                 |
| Peso massimo all'atterraggio (MLW)      | 61 000 kg                 | 66 300 kg                 | 77 300 kg                 |
| Carico utile massimo                    | 17 700 kg                 | 20 000 kg                 | 25 500 kg                 |
| Capacità cargo                          | 27,7 m³                   | 37,4 m³                   | 51,7 m³                   |
| Capacità massima carburante             | 23 859 L                  | 23 859 L                  | 23 700 L                  |
| Velocità di crociera                    | 0,78 Mach (963,14 km/h)   | 0,78 Mach (963,14 km/h)   | 0,78 Mach (963,14 km/h)   |
| Velocità massima                        | 0,82 Mach (1 012,54 km/h) | 0,82 Mach (1 012,54 km/h) | 0,82 Mach (1 012,54 km/h) |
| Autonomia                               | 3 700 nmi 6 850 km        | 3 400 nmi 6 300 km        | 4 000 nmi 7 400 km        |
| Quota di tangenza                       | 40 000 ft ( 12192 m)      | 40 000 ft ( 12192 m)      | 40 000 ft ( 12192 m)      |
| Motori (x2)                             | CFM LEAP-1A PW1100G       | CFM LEAP-1A PW1100G       | CFM LEAP-1A PW1100G       |
| Spinta (x2)                             | 101-121 kN 107-109 kN     | 107-130 kN 107-130 kN     | 141-143 kN 146-148 kN     |

| Modello   | Motori        | Data |
| --------- | ------------- | ---- |
| A319-151N | CFM LEAP-1A24 | 2019 |
| A319-153N | CFM LEAP-1A26 | 2019 |
| A319-171N | PW1924G1-JM   | 2019 |
| A320-251N | CFM LEAP-1A26 | 2016 |
| A320-252N | CFM LEAP-1A24 | 2018 |
| A320-253N | CFM LEAP-1A29 | 2019 |
| A320-271N | PW1127G1-JM   | 2015 |
| A320-272N | PW1124G1-JM   | 2019 |
| A320-273N | PW1127G1-JM   | 2019 |
| A321-251N | CFM LEAP-1A32 | 2018 |
| A321-252N | CFM LEAP-1A30 | 2018 |
| A321-253N | CFM LEAP-1A33 | 2017 |
| A321-271N | PW1133G-JM    | 2016 |
| A321-272N | PW1130G-JM    | 2017 |

## Utilizzatori
Dal suo lancio nel dicembre 2010 la famiglia A320neo ha ricevuto oltre 2.000 ordini, evento che lo rende il velivolo con la più veloce diffusione commerciale nella storia. Gli ordini più importanti sono stati effettuati dall'indiana IndiGo con 150 aeromobili, dall'AirAsia con 200 aeromobili e dall'American Airlines con 130 aeromobili. È previsto che il primo aeromobile della famiglia A320neo entri in servizio nel mese di ottobre 2015 con Virgin America, 27 anni dopo la consegna del primo aeromobile della serie A320.
Al Paris Air Show 2011, tenutosi a metà giugno, Airbus ha annunciato di avere ordini da parte di GECAS, Scandinavian Airlines, TransAsia Airways, IndiGo, LAN Airlines, AirAsia e GoAir. Airbus ha ricevuto impegni per 83 aeromobili A320neo da parte di Air Lease Corporation, Avianca e TACA Airlines. Il 20 luglio 2011 American Airlines ha ordinato 130 aerei della famiglia A320neo, ordine che per la compagnia aerea significa porre fine ad una flotta composta solo da aeromobili Boeing. L'ordine fatto il 23 giugno 2011 dalla compagnia aerea a basso costo malese AirAsia è stato annunciato come il più grande ordine dell'aviazione commerciale del momento. Al Paris Air Show 2011, la famiglia A320neo ha ricevuto un totale di 667 ordini e 83 impegni d'acquisto. Al Dubai Airshow tenutosi a novembre 2011 la serie Airbus A320neo ha ricevuto un totale di ulteriori 130 ordini e 105 impegni d'acquisto da diversi clienti. Il 25 gennaio 2012 la low-cost norvegese Norwegian Air Shuttle e Airbus hanno confermato un ordine di 100 A320neo. Cebu Pacific è il più grande cliente di A321neo con un ordine di 30 velivoli.
Al dicembre 2011, Airbus aveva ricevuto 1 196 ordini per la famiglia A320neo, ufficialmente lanciata nel dicembre 2010, diventando così il modello di aereo più venduto, prima di essere immesso sul mercato, nella storia dell'aviazione civile.
Il 9 gennaio 2013, con la conferma da parte di Middle East Airlines di 10 ordini, suddivisi in 5 A320neo e 5 A321neo, è avvenuto il primo ordine dell'anno 2013. La famiglia A320neo a tale data aveva in ordine 1 664 ordini, per la precisione 26 A319neo, 1 496 A320neo (+ modelli non comunicati) e 142 A321neo.
Al gennaio 2024, dei 3 189 esemplari consegnati, 3 188 sono operativi.
Gli utilizzatori principali sono: 
- IndiGo (282 esemplari)
- Wizz Air (118 esemplari)
- China Southern Airlines (111 esemplari)
- Frontier Airlines (107 esemplari)
- China Eastern Airlines (104 esemplari)
- Spirit Airlines (94 esemplari)
- Pegasus Airlines (87 esemplari)
- Air China (83 esemplari)
- American Airlines (80 esemplari)
- Volaris (77 esemplari)
- EasyJet (72 esemplari)
- Scandinavian Airlines (69 esemplari)
- Turkish Airlines (67 esemplari)
- Vistara (61 esemplari)
- Azul Linhas Aéreas (55 esemplari)
- Sichuan Airlines (54 esemplari)
- Delta Air Lines (50 esemplari)
- GO First (50 esemplari)
- Lufthansa (48 esemplari)
- Viva Aerobus (48 esemplari)
- Flynas (47 esemplari)
- Avianca Group (44 esemplari)
- AirAsia (43 esemplari)
- Air India (42 esemplari)